# Jaartal (geld)

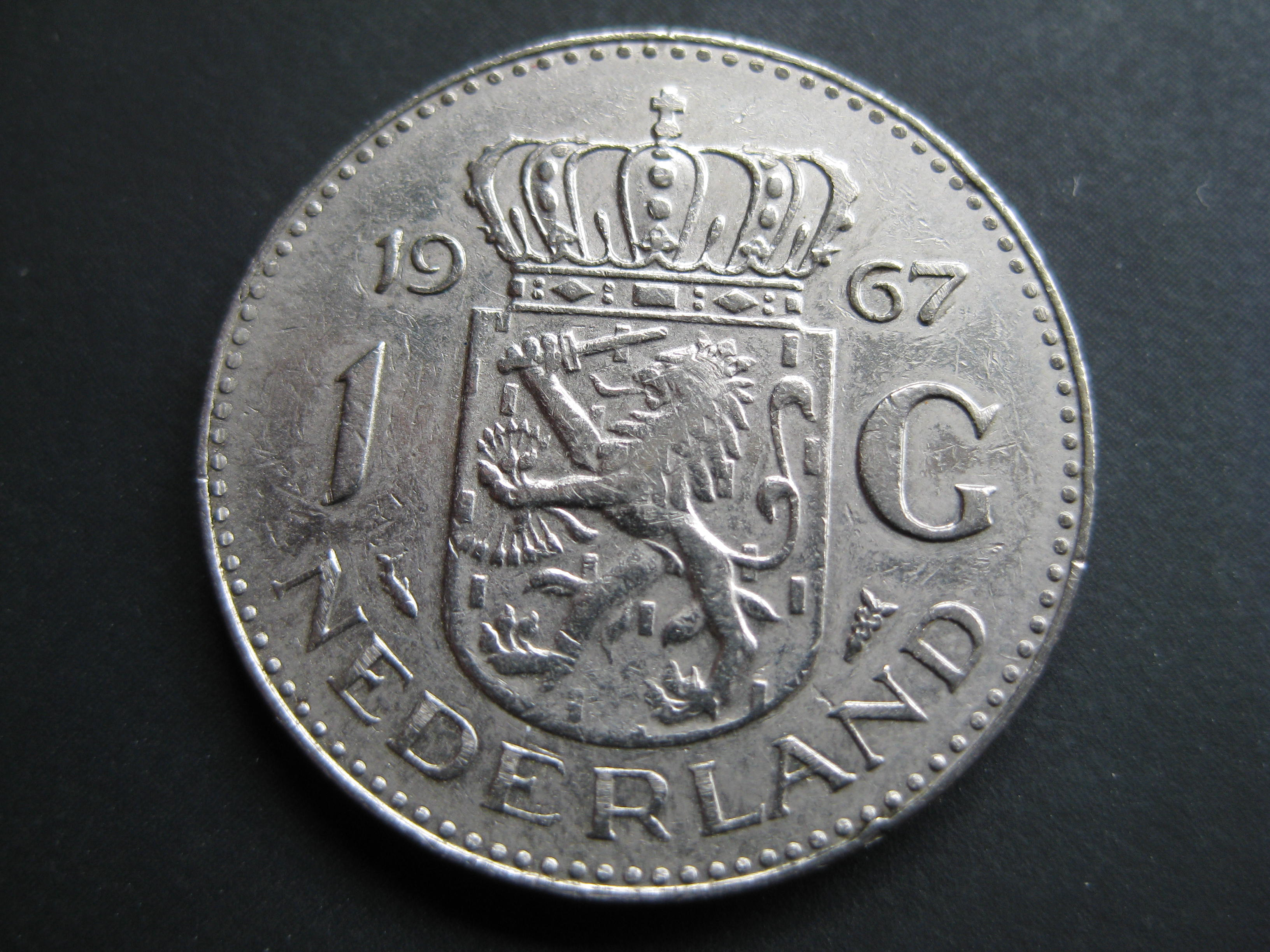
1 gulden uit Nederland met jaartal 1967.

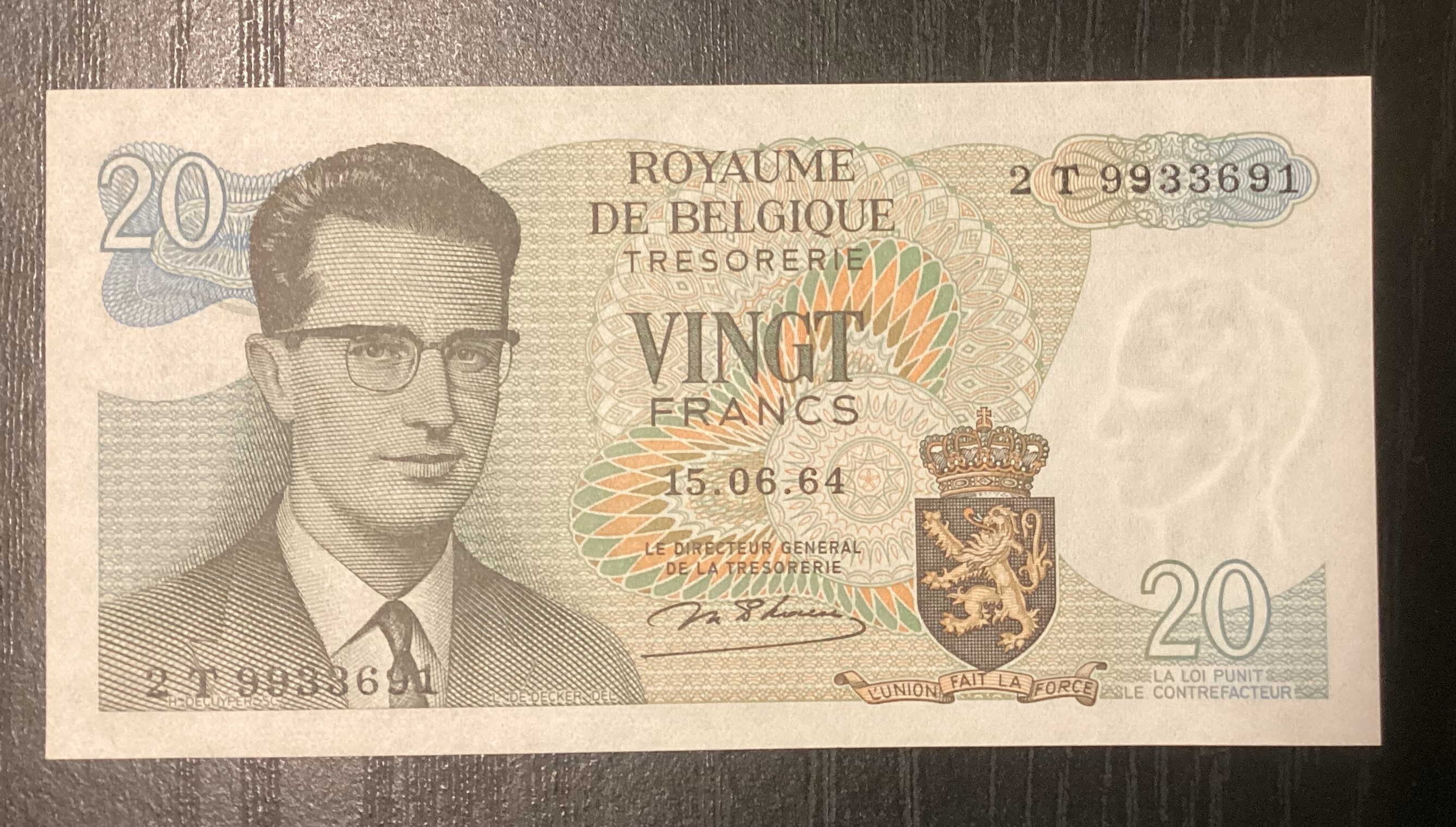
Bankbriefje 20 frank uit België 15/06/1964.

Een jaartal of datum vermeld op een muntstuk of bankbiljet is het jaar waarin een muntstuk of bankbiljet oorspronkelijk werd vervaardigd. Jaarlijks worden er wereldwijd circulatiemunten en bankbriefjes bijgemaakt (geldschepping genoemd) en dragen dan het jaartal, van het jaar, waarin ze zijn geproduceerd. Zo dateren onze eerste euromuntstukken al van 1999, terwijl de Euro op dat moment nog niet eens als chartaal geld was ingevoerd.

## Overbruggingsjaren
Sporadisch komt het voor dat in bepaalde jaren geen circulatiemunten worden aangemunt door diverse redenen. In zo'n geval wordt het jaartal dan niet als circulatiemunt geslagen maar wel in muntslagkwaliteit FDC en BU. Deze muntstukken worden vervolgens in beperkte oplage aangeboden en bestemd voor muntsets. Als deze situatie zich tweemaal herhaalt zullen alle ontbrekende jaren samengebracht worden onder één overbruggingset.

## Verschillende varianten

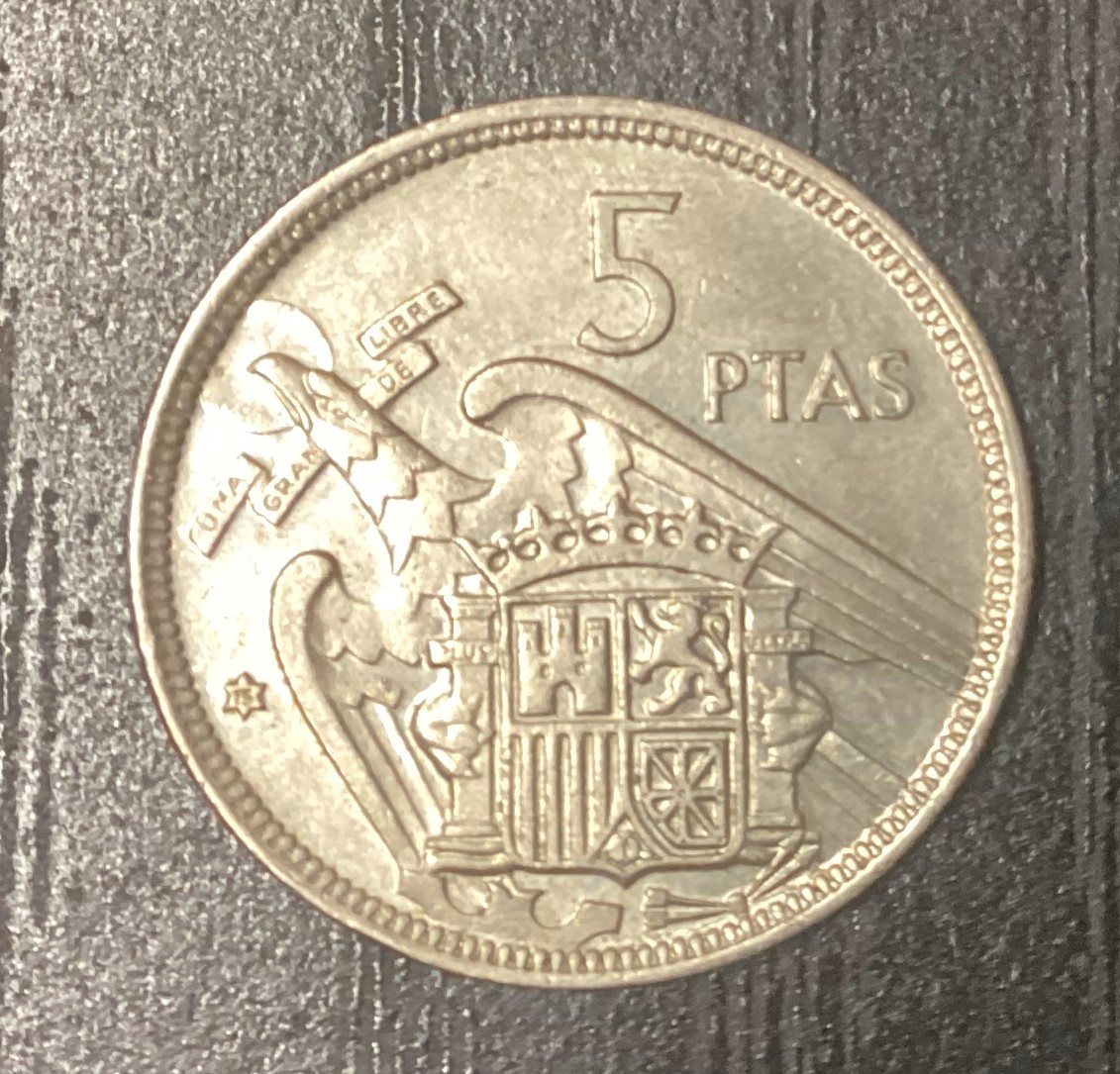
Spaans muntstuk geslagen in 1975 met cijfers 75 in het sterretje.

Oude en nieuwe muntstukken uit Nederland bevatten samen met het jaartal ook een muntmeesterteken dat de tijdspanne en muntmeester weerspiegelt. Bij oude Belgische munten werd bij elk jaartal vier varianten geslagen: positieslag A en B in het Nederlands en Frans. Het eerste Belgische muntstuk in het Duits kwam pas in 1990.
Er zijn door de jaren heen heel wat variaties gekoppeld aan een jaartal. Zo heeft Frankrijk en Duitsland een bijkomende letter of merkteken op hun muntstuk staan wat o.a. informatie verschaft over de exacte plaats van aanmunting. Spanje kenmerkt zich door op bepaalde type muntstukken twee jaartallen te vermelden: één duidelijk zichtbaar met hetzelfde jaartal en één alleen met vergrootglas waarneembaar dat exact het jaartal van aanmunting aangeeft.

## Overslag
Vroeger werd in Nederland en België een procedure gehanteerd om bepaalde muntstukken te hergebruiken wat resulteert in een overslag. Het nieuwe jaartal werd deskundig over het oude jaartal heen geslagen.

## Antieke munten
Een jaartal wordt niet alleen vermeld met cijfers. Bij antieke munten zoals bv.: Romeinse munten staat het jaartal niet rechtstreeks op een muntstuk vermeld maar wordt het ontcijferd aan de hand van symbolen en beeltenissen. Dit stelt dan het geschreven jaartal voor maar vereist wel de nodige kennis uit verschillende tijdperken.